# Alain-Julien Rudefoucauld
Alain-Julien Rudefoucauld est un psychanalyste français, dramaturge, romancier et chroniqueur, né à Mostaganem (Algérie) au mois de mai 1950.      

## Biographie

### Enfance et formations
Alain-Julien Rudefoucauld arrive en France en plein exode, en juillet 1962, au fond des cales d'un cargo bananier, parmi près de deux mille réfugiés entassés. À cause du refus du port de Marseille de recevoir le bateau et des transactions avec Toulon, le bateau devra rester deux nuits et trois jours en mer. Sans eau, ni nourriture le troisième jour.      
Arrivé à Toulouse à l’âge de 12 ans, en septembre 1962, Alain-Julien est mis en quarantaine sociale par les élèves et une partie des professeurs. Sa professeure de français remarque ce qu'elle juge « un talent d'écriture », à la lecture d'un long poème de 800 vers sur la guerre. Elle prend sa défense par deux fois lors de deux passages en conseil de discipline pour « indiscipline, insoumission et violence ».       
Il retournera l'été suivant rejoindre ses parents en Algérie, pour revenir s'installer en septembre 1963 en Gironde, où il termine ses études secondaires et universitaires, — hormis sa thèse de doctorat, qu'il présente à l’université de la Sorbonne.      

### Écritures
Alain-Julien Rudefoucauld écrit très jeune de petites pièces de théâtre (jouées dès l'âge de 9 ans par des enfants sur les terrasses du quartier très populaire de son enfance, à Mostaganem), des rédactions-contes (souvent lues à l'école par son instituteur à ses condisciples), puis des petits poèmes.        
À 17 ans, il écrit sa première pièce de théâtre à partir du roman La neige sur le grand fleuve de Konsalik, et une adaptation théâtrale et cinématographique de La métamorphose de Franz Kafka.        
Plus tard, dans les années 1970, outre des tracts politiques en tant que militant du MLAC, il participe à des fanzines comme Poulbot et une tentative de création d'un journal  d'information, L'Apocalypse molle. Concomitamment, il écrit des articles sur le théâtre de rue à Bordeaux, ou sur le festival Sigma, ainsi que des nouvelles et des scénarios. C'est à cette époque qu'il rencontre dans une communauté (où vivent certaines de ses connaissances) Françoise Martin et François Mauget, futurs fondateurs du Théâtre des Tafurs.        
Alain-Julien Rudefoucauld reçoit en 1991 le  premier prix de Théâtre d'Aquitaine, octroyé par Festhéa, pour sa pièce En Faire Quoi?, mise en scène par Patrick Brun. Puis il retrouve, par l'intermédiaire de Jean-Philippe Ibos, les Tafurs autour d'un de ses textes : Fatsflat. Ce monologue — mis en scène par François Mauget et au montage duquel participe Jean-Philippe Ibos en tant que dramaturge — est présenté à Bordeaux au festival Sigma, avec les comédiens Jean-Luc Terrade (rôle principal) et Christian Abart. C'est le début de rencontres, toutes importantes affectivement, intellectuellement et artistiquement pour Rudefoucauld.        
Écrivain éclectique, usant de toutes les techniques, y compris épissures et traitement informatique aléatoire, il sera difficilement édité. Parmi les œuvres publiées, l'on trouve plusieurs romans, deux  livres d'histoire et de nombreuses pièces de théâtre, toutes créées.        

### Psychanalyste, clinicien et rédacteur scientifique
Par ailleurs, en tant que clinicien et psychanalyste, Alain-Julien Rudefoucauld dirige pendant plus de trente ans quatre collections à Paris et Bordeaux, tout en écrivant une cinquantaine d'articles en sciences humaines.        

## Réception critique
Au regard de son œuvre, il a peu publié, n'ayant tout simplement pas eu le temps de suivre sa création, et surtout travaillant et retravaillant les textes jusqu'à l'édition. Son travail couvre, pour l'époque adulte, plus de cinquante ans d'écriture. Plusieurs de ses œuvres ont été distinguées et d'autres soutenues.        
Alain-Julien Rudefoucauld use très souvent d'hétéronymes, il en a cependant restreint le nombre à cinq ou six, selon l'humeur.        
Alain-Julien Rudefoucauld dispose d’un site internet personnel et d’un blogue.        

## Œuvres
Publications
- Au fond de la mer (inédit).
- En faire quoi, Bordeaux, 1991.
- Fatsflat et Sacrifice, Le Bouscat, l'Esprit du temps, 1996.
- Dutzoll-Frontier, Le Bouscat, l'Esprit du temps, 1997.
- Paroles en pointillés (préface), Mérignac, S. Charpentier, 1998.
- Autonomie d'un meurtre (roman), Paris, Calmann-Lévy.
- Dancing, Le Bouscat, l'Esprit du temps, 1998.
- Êtra ou la Clarté de l'éphémère, Le Bouscat, l'Esprit du temps, 1999.
- J'irai seul, Paris, Seuil, 2003.
- L'Ordre et le Silence, Le Bouscat, l'Esprit du temps, 2004.
- L'Ombre et le Pinceau (théâtre), Paris, L'Harmattan, 2007.
- Autonomie d'un meurtre (roman), Paris, L'Harmattan (réédition)
- C'est ici que je suis (théâtre), Paris, L'Harmattan, 2009.
- Mémoire de chair (théâtre), Paris, L'Harmattan, 2009.
- Sophie Coming Out (théâtre), Paris, L'Harmattan, 2011.
- Le Dernier Contingent (roman), Auch, Éditions Tristram, 2012 - Prix France Culture-Télérama 2012[4]
- Une si lente obscurité (roman), Auch, Éditions Tristram, 2013. - Prix de la Page 111 2013
- Joseph libéré (roman), Strasbourg, Editions La dernière goutte, 2017.
- Peep show (récit), Paris, L'Esprit du temps, 2018 (Vice lauréat du Prix international du roman Dino Buzzati)
- Les portes de l'enfer (essai historique) - répression légale des minorités sous Vichy. Prémices de la chute démocratique en France, Paris, L'Esprit du temps, 2021.
- Bat' Le veilleur (roman), Paris, Editions Serge Safran, 2023.

Autres créations
Outre les œuvres romanesques et théâtrales, Alain-julien Rudefoucauld a composé de la musique de scène, et pratiqué la mise en scène. On note principalement :   
- 1992 : composition musicale Peter Pan (ballet), mise en scène de Jean-Manuel Florensa et chorégraphie de Geneviève Florensa
- 1991–1993 : musiques de scènes : Christophe Colomb et Le Rendez-vous de la maison jaune, deux pièces de Jean-Manuel Florensa ; Van Gogh le suicidé de la société d'Antonin Artaud, mis en scène par Jean-Manuel Florensa
- 2004 : création de Midi, pour en finir, par Alain Julien Rudefoucauld, dans le cadre du festival du cours organisé par Jean-Luc Terrade aux Marches de l’été
- 2008 : création de La piste de l’Oregon, joué par Ph. Thiebaut, mise en scène par A.J. Rudefoucauld -Festival « Allons au texte » - Fémina (Bordeaux). Toute la bande son est composée par Alain-Julien Rudefoucauld.
- 2008 : Création de Dracula ou La Non-Mort, au TNBA de Bordeaux du 8 au 16 octobre. Co-adaptation théâtrale de Dracula de Stoker avec Yvan Blanloeil.
- 2009 : Création de la musique de scène pour Variations sur le canard, mis en scène par Philippe Thiébaut – Représentation aux Halles des Chartrons à  Bordeaux.

Site internet: http://rudefoucauld.wixsite.com/rudefoucauld
Blog: http://rudefoucauld.over-blog.com